# Disponibilidad hídrica de la cuenca
La disponibilidad hídrica de la cuenca hidrográfica es el volumen total de agua ya precipitada sobre esta, ], para ser utilizado, por ejemplo para el riego, para generación de energía eléctrica, abastecimiento de agua potable, etc.
Conocer la disponibilidad hídrica de la cuenca permite optimizar la operación de una presa y así maximizar el uso de los recursos hídricos disponibles.
Por ejemplo, considérese un aprovechamiento diseñado para usos múltiple, como control de avenidas y generación de energía eléctrica. Las exigencias de los dos usos son contradictorias, en efecto, el control de las avenidas será tanto más eficiente en la medida que el embalse este lo más vacío posible, en tanto que para la generación de energía eléctrica es conveniente mantener el nivel lo más alto posible.
Conociendo la disponibilidad hídrica de la cuenca, y sabiendo que con el agua ya precipitada sobre esta, el operador del aprovechamiento múltiple podrá deplecionar el embalse para esperar la avenida que se está formando en la cuenca a causa de la reciente precipitación.
El conocimiento de la disponibilidad hídrica de la cuenta implica una serie de pasos previos como son:
- implementar una red remota de sensores de variables hidrometeorológicas, interconectada con el comando operativo, que generalmente se encuentra en la presa.
- elaborar un modelo hidrológico conceptual de la cuenca y calibrarlo adecuadamente.
- operar, en tiempo real el sistema.

## Definición
DHC(t) = VR(t) + a1 * VC(t) + a2 * VH(t) + a3 * VS(t)
siendo:
- DHC(t), la disponibilidad hídrica de la cuenca, en el instante (t);
- VR(t), el volumen ya disponible para uso, en el aprovechamiento, en el instante (t);
- VC(t), el volumen de agua transitando por los canales de drenaje, en el instante (t);
- VH(t), el volumen de agua almacenando en el reservorio hipodérmico, en el instante (t);
- VS(t), el volumen de agua almacenando en el repertorio subterráneo, en el instante (t);
- a1, a2, a3, parámetros definidos caso por caso en función de las características de la cuenca y del tipo de aprovechamiento.

No se considera como parte del DHC, como se puede ver de las definiciones arriba:
- el volumen de agua que retiene, la vegetación en su follaje (interceptación);
- el volumen de agua que después de ser filtrado al acuífero, escurre directamente para el mar o para una cuenca vecina, o es drenada por el sistema de drenaje natural o artificial aguas debajo de la sección para la cual se pretende definir el DHC;
- el volumen de agua evapotranspirado por la vegetación, evaporado directamente desde el suelo y desde las superficies líquidas.

- Datos: Q5808531